# 族長の秋
『族長の秋』（ぞくちょうのあき、スペイン語: El otoño del patriarca）は、ガブリエル・ガルシア＝マルケスの長編小説。スペイン語初版は1975年に出版された。
日本語版は鼓直訳で、1983年に集英社の叢書〈ラテンアメリカの文学〉で刊行。以後集英社文庫（1994年、改版2011年）、新潮社（2007年）『ガルシア=マルケス全小説』で改訂再刊された。2025年2月28日に新潮文庫で新装再刊。

## 概要と特徴
世界的ベストセラー『百年の孤独』に続くガルシア=マルケス長編第二作。『百年の孤独』刊行から8年後の1975年に発表され、ラテンアメリカ文学でしばしば執筆される、権力の孤独を描いた寓話とされるこの小説は、カリブ海沿岸の架空の国を舞台にしている。この国は、20世紀のラテンアメリカの独裁政権の原型を再現した高齢の独裁者によって統治されている。
ラテンアメリカ諸国の歴史は、ヨーロッパからやってきた白人たちによって人為的に作られ、翻弄された結果、さまざまなタイプの専制的な独裁政権が作られてきた歴史がある。そういった独裁者小説の中でも最高傑作の一つとされている。
ガルシア=マルケスは『グアバの香り――ガルシア=マルケスとの対話』にて、「権力の孤独についての詩」ようなものと語っている。この作品の最大の特徴は、段落のない長い文章と螺旋状と形容される文体で書かれていることにある。
また、ガルシア＝マルケスは『族長の秋』で、非常に独特なスタイルで、句読点やコンマをほとんど使わない長い段落を使い、異なる物語の視点をうまく絡み合わせている。複数の声が自らを明かさずに介入する一種の多重独白であり、彼の最も複雑で精巧な小説である。これは長編の散文詩であり、当時の神話上の暴君を最もよく表した作品であると考えられている。まず主人公の大統領に名前はなく（呼びかけられるときは「閣下」）、会話文に括弧もなく、一人称と三人称が混在し、語り手の主体はいつの間にか変わり、時系列も混在する。その縦横無尽な文章世界の中で、主人公である独裁者の残虐な行為と冷酷な行動とともに、彼の絶望と孤独が語られる（正確には語り手の入れ替わりによる6箇所の改行により、6パートで分けれられる）。
400ページ近く、段落のなく続く読書体験はこの本でしか得られないものである。
しばしば大統領は『百年の孤独』のアウレリャノ・ブエンディア大佐のち姿とではないかと、類似性が指摘されている。
今作の解説は、池澤夏樹。
作家筒井康隆は、『百年の孤独』の文庫版解説で「おれのお気に入り」として次に読む作品として、『族長の秋』を強く推薦し、「読むべきである。読まねばならぬ。読みなさい。読め。」と言わしめた。なお、初版・集英社〈ラテンアメリカの文学 13〉では安部公房が月報に寄稿している。
『ガルシア=マルケス全小説』刊行に関して、作家の大江健三郎は、「三十年近く前の夏の朝、まさに天才だった作家Ａさんから、ガルシア=マルケスの新作の英訳が届いたそうだが、と電話。読んだと答えると、一時間後には箱根の山荘への車に乗せられていた。細部の面白さに大笑いするかと思うと、要約して、次のヤマ場に行けと催促する。翌日の夕暮、Ａさんは静かに満足して、二十世紀最良・最大の、南米に根ざしながら世界の時代を描く男！　 といった。私らは共感こめて大酒を飲んだ。」とコメントを寄せている。

## あらすじ
独裁者大統領は死んだ。大統領府にたかるハゲタカ、徘徊する牛のたちを見て、不審に思い、官邸に押し入った国民達の見たものは、無惨な男の死体であった。生娘のようになめらかな手とヘルニアの巨大な睾丸を持ち、腹心の将軍を野菜詰めにしてオーブンで焼き、二千人の子供を船に載せてダイナマイトで爆殺したという独裁者──。年齢は107歳とも232歳ともいわれ、複数人物の語りにより悪事・凶行が次々に明らかになってゆく。孤独と猜疑心に陥り朽ちてゆく肖像を描く権力の実相を描き尽くした名作であり怪作。

## 登場人物
大統領
名前はなく（呼びかけられるときは「閣下」）自分の年齢を覚えておらず、学校教育も受けていない高齢の将軍。彼はイギリスの資金援助を受け、その後「グリンゴ」によって維持された軍事クーデターの後に権力の座に就いた。人々は彼を伝説として見ている。彼は法律を執行するために暴力的な手段を使う。彼の名前「ゼカリヤ」は、この記述全体の中で一度だけ言及されている。生娘のような手とヘルニアの巨大な睾丸を持つ。腹心の将軍であるロドリゴを野菜詰めにしてオーブンで丸焼きにする。宝くじの不正に加担させた子供達2000人を口封じに爆殺。常識では理解できない奇行を行う独裁者である。
ベンディシオン・アルバラド
元娼婦で父なし子を産んだとされる独裁者の母。彼女は貧困の中で暮らし、市場で売る鳥の絵を描いて生計を立てていたが、息子が政府事業で得たものすべてを彼女の名前で登録していたため、自分が地球上で最も裕福な女性の一人であることは知らなかった。彼女の死後、将軍は彼女を列聖し、国の守護聖人、病人の治療者、鳥の教師として指名し、彼女の誕生日を国民の祝日と定め、それ以来サンタ・ベンディシオン・アルバラド・デ・ロス・パハロスとして知られるようになった。
パトリシオ・アラゴネス
将軍と外見がそっくりな男で、街で悪事をはたらいていた、ぺてん師。影武者として登用された。将軍が彼の裏切りと、彼に対して仕組んだ膨大な数の陰謀に気づくまでは将軍に忠実だった。彼はその傑作を披露する前に、病気にかかって亡くなった。その後、将軍は彼の遺体を運び、自らの死を偽装するために服を着せる。
マヌエラ・サンチェス
美人コンテストの優勝者。将軍が恋に落ち、恋人にしたいと思う若い女性。マヌエラは独裁者とともに家の屋根の上に立って日食の出現を眺めていたが、何の説明もなく姿を消した。
ロドリゴ・デ＝アラギル
反逆罪が立証されるまで、独裁者から与えられた全権を長い間享受していた大佐。信頼できる腹心の将軍だったが、後に丸焼きにされる。
レティシア・ナサレノ
たった一人の正妻。教皇庁との関係を断ち、教会の資産を没収した後、国からすべての宗教者を追放する日に将軍の同行者として選ばれた修道女。レティシアは将軍の愛人兼妻となり、将軍の決断に大きな影響力を持つようになる。その結果、彼女は権力層と一般大衆の反感を買うことになり、彼女に対する陰謀が形成され、彼女は幼い息子とともに訓練された犬に食べられてしまう。
サエンス＝デ＝ラ＝バラ
政敵の暗殺を繰り返す男。内戦により権力を失ったクレオール貴族の子孫。この人物は、将軍によって諜報機関および国家の抑圧機関（秘密警察を含む）の長に任命される。彼はロドリゴ・デ・アギラール、レティシア・ナザレノに続いて、旧独裁者の影で絶大な権力を獲得した三人目の人物であった。結局、彼は将軍自身の命令により拷問を受け、殺害され、アルマス広場の街灯柱に吊るされた。

## 日本語訳
- 鼓直 訳（以下同）『族長の秋』、集英社〈ラテンアメリカの文学 13〉、初版1983年6月、ISBN 978-4081260133
- 『族長の秋』、集英社ギャラリー〈世界の文学〉第19巻「ラテンアメリカ」に収録、1990年2月、ISBN 978-4081290192
- 『族長の秋』、集英社文庫 〈ラテンアメリカの文学〉、初版1994年5月、ISBN 978-4087602357
  - 改訂新版2011年4月、ISBN 978-4087606218
- 『族長の秋: 他6篇』、新潮社〈ガルシア=マルケス全小説〉、2007年4月、ISBN 978-4105090128
- 『族長の秋』新潮文庫、2025年2月28日、ISBN 978-4102052136

## 日本語版のデザイン
- 初版は1983年の集英社の叢書シリーズ〈ラテンアメリカの文学〉 全18巻のうちの13巻。シリーズ統一の装幀は菊地信義。
- 2007年に、新潮社で刊行中の『ガルシア=マルケス全小説』より「族長の秋: 他6篇」として刊行[1]。全集のフォーマットにならい、装画はシリーズを通して、アーティストのシルヴィア・ベッヒュリの作品より選ばれている。装幀は新潮社装幀室。

## 文庫版のデザイン
1994年の集英社文庫の装幀は菊地信義、カバー作品は天野博物館蔵。
2011年には、改訂版を刊行。装幀は米谷浩二、カバーには©️Adrian Burke/Corbis/amanaimages提供の象徴的な牛の写真が使用されている。
2025年には新潮文庫より、装いを新たに刊行。『百年の孤独』に続き、カバー装画は三宅瑠人、装幀は新潮社装幀室。カバー装画では軍服をモチーフに作中の螺旋状の混沌とした世界観が、美麗な装画の中にも表現されている。